# Pseudocubo
In geometria solida, lo pseudocubo è un poliedro convesso avente lo stesso numero di facce (6), vertici (8), spigoli (12) e valenza dei vertici (numero degli spigoli che fanno capo allo stesso vertice = 3), del cubo, ma non avente tutte le facce quadrilaterali. Lo pseudocubo è un esaedro.

## Costruzioni
Uno pseudocubo può essere costruito troncando poliedri più semplici.

### Troncatura di un tetraedro
La prima costruzione consiste nel troncare due cuspidi (su quattro) del tetraedro: in tal modo si ottengono come facce 2 triangoli, 2 quadrilateri e 2 pentagoni.
Se si effettuano due troncamenti opportunamente simmetrici sul tetraedro regolare si possono ottenere come facce 2 triangoli equilateri, 2 trapezi isosceli e 2 trapezoidi pentagonali con un asse di simmetria.

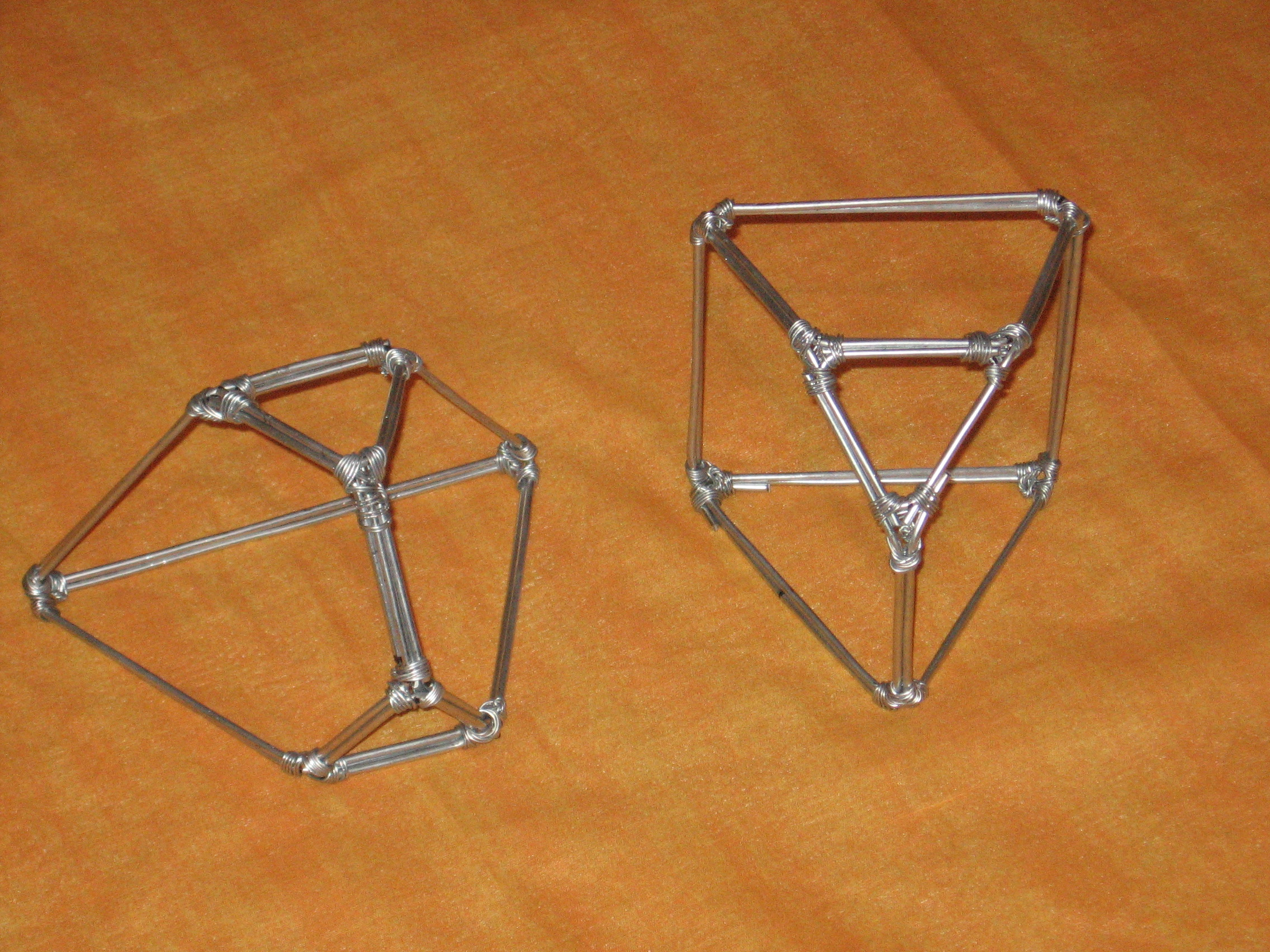
Pseudocubi ottenuti con i due metodi descritti.

### Troncatura di un prisma
La seconda costruzione consiste nel troncare una cuspide (su 6) del prisma a base triangolare. Si può constatare nelle figure che si continua ad ottenere 2 facce triangolari, 2 quadrilaterali e 2 pentagonali.
Se si effettua il troncamento sul prisma regolare triangolare ritagliando un triangolo equilatero si ottengono come facce 2 triangoli equilateri (diversi), 1 quadrato, 1 trapezio isoscele e due pentagoni con un asse di simmetria e sovrapponibili nello spazio.